# Seoni (Himachal Pradesh)
Seoni es un pueblo y nagar Panchayat  situado en el distrito de Shimla,  en el estado de Himachal Pradesh (India). Su población es de 2591 habitantes (2011). 

## Demografía
Según el censo de 2011 la población de Seoni era de 2591 habitantes, de los cuales 1401 eran hombres y 1190 eran mujeres. Seoni tiene una tasa media de alfabetización del 90,20%, superior a la media estatal del 82,80%: la alfabetización masculina es del 90,48%, y la alfabetización femenina del 89,87%.